# 圣但尼莱勒拜
圣但尼莱勒拜（法語：Saint-Denis-lès-Rebais，法語發音：[sɛ̃ dəni lɛ ʁəbɛ] ⓘ，意为“勒拜附近的圣但尼”）是法国塞纳-马恩省的一个市镇，属于普罗万区。

## 地理
圣但尼莱勒拜（48°50'9"N, 3°12'37"E）面积15.12 平方千米，位于法国法蘭西島大區塞纳-马恩省，该省份为法国北部内陆省份，北起瓦兹省，西接埃松省、马恩河谷省、塞纳-圣但尼省和瓦兹河谷省，南至卢瓦雷省，东南接约讷省，东临马恩省和奥布省，东北接埃纳省。
与圣但尼莱勒拜接壤的市镇（或旧市镇、城区）包括：布瓦西勒沙泰勒、绍夫里、杜村、勒拜、圣日耳曼苏杜、圣雷米德拉瓦讷、圣西梅翁。

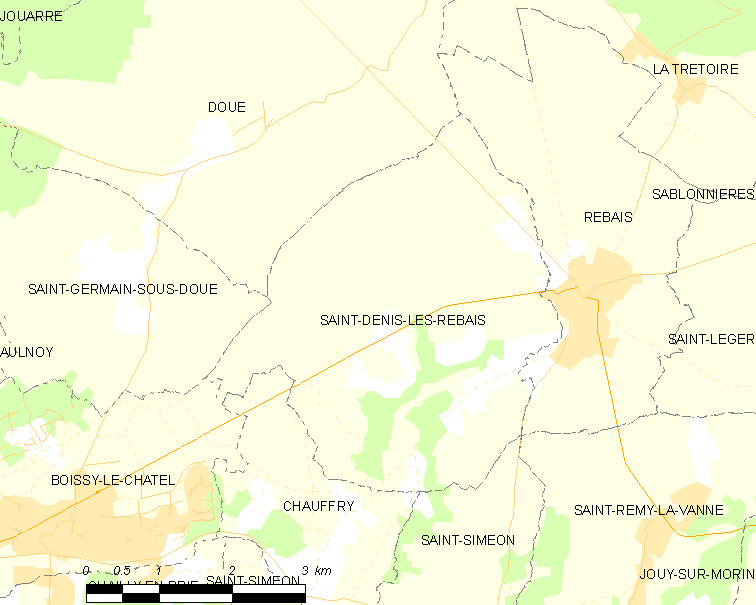
圣但尼莱勒拜的OSM定位图

圣但尼莱勒拜的时区为UTC+01:00、UTC+02:00（夏令时）。

## 行政
圣但尼莱勒拜的邮政编码为77510，INSEE市镇编码为77406。

## 政治
圣但尼莱勒拜所属的省级选区为库洛米耶县。

## 人口

1962-2008年间圣但尼莱勒拜人口变化图示

圣但尼莱勒拜于2022年1月1日时的人口数量为989人。